# Welton Becket
Welton David Becket (* 8. August 1902 in Seattle, Washington; † 16. Januar 1969 in Los Angeles, Kalifornien) war ein US-amerikanischer Architekt.

## Leben

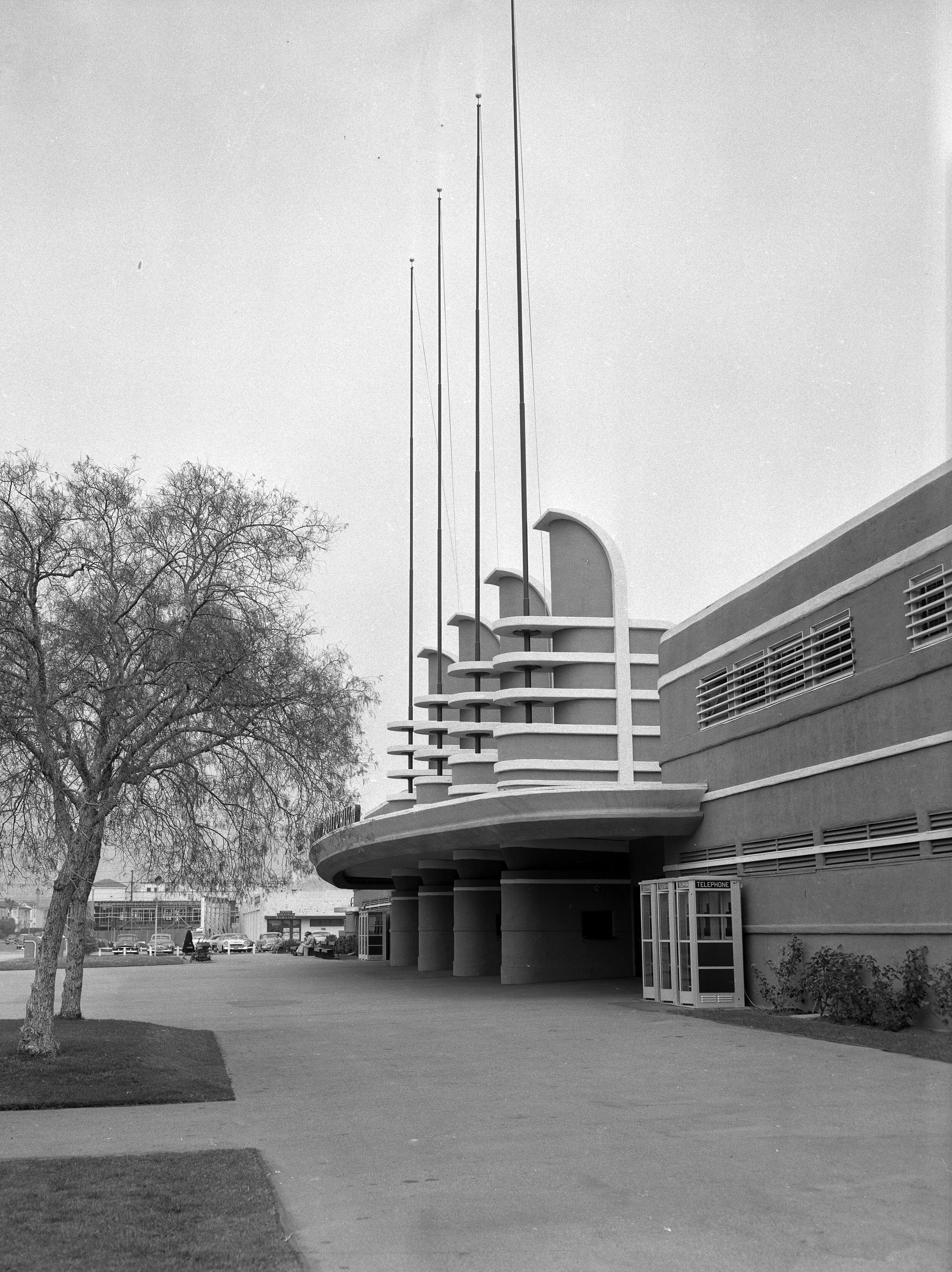
Pan-Pacific Auditorium, Los Angeles (1989 durch Brand zerstört)

„Welt“ Becket studierte Architektur an der University of Washington und schloss dort 1927 mit dem akademischen Grad Bachelor ab. 1928 war er Schüler der École des Beaux-Arts in Fontainebleau. Ab 1929 betätigte er sich als Mitarbeiter in Büros und ab 1930 als freischaffender Architekt in Seattle und Los Angeles. Mit seinem Kommilitonen Walter Wurdeman (1903–1949) und mit Charles Plummer (1879–1939) gründete er 1933 Plummer, Wurdeman and Becket, ein Architekturbüro, das anfangs auf den Entwurf von Restaurants und Ladenlokalen spezialisiert war. 1935 errichteten sie in der Innenstadt von Los Angeles etwa Clifton’s Brookdale Cafeteria. Ihr Profil erweiterte sich 1935 mit dem Pan-Pacific Auditorium, einem herausragenden Beispiel der Stromlinien-Moderne.
Nach Plummers Tod im Jahr 1939 arbeitete das Büro unter dem Namen Wurdeman and Becket weiter. Hauptsächlich beschäftigte es sich bis zum Ende des Zweiten Weltkriegs mit Militär- und Wohnungsbauprojekten. Zwischen 1942 und 1945 kooperierte es dabei unter der Firma Bodmer, Wurdeman and Becket mit dem Büro von Herman Louis Bodmer (1898–1982) in San Diego. Als nach dem Krieg ein Wirtschaftsboom einsetzte, war das gut eingeführte Büro von Wurdeman und Becket auf Großaufträge bestens vorbereitet. Eines ihrer ersten größeren Nachkriegsprojekte war das 1947 errichtete Kaufhaus Bullock’s Pasadena (später Macy’s). Mit den Bauten für General Petroleum (1946–1949) und Prudential Insurance (1947–1948) errichteten sie in der Innenstadt von Los Angeles die ersten größeren Bürohäuser der Nachkriegszeit.

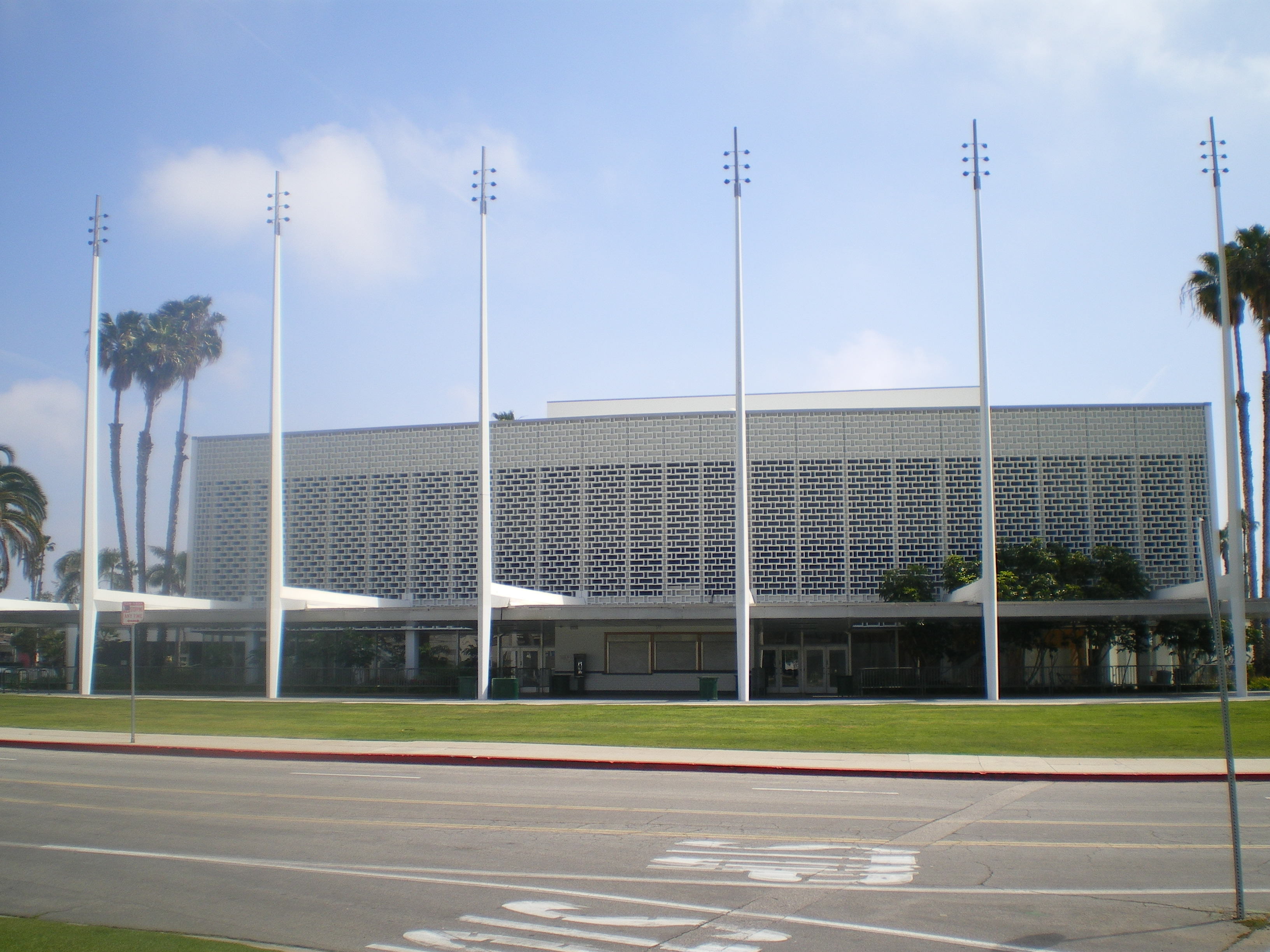
Santa Monica Civic Auditorium

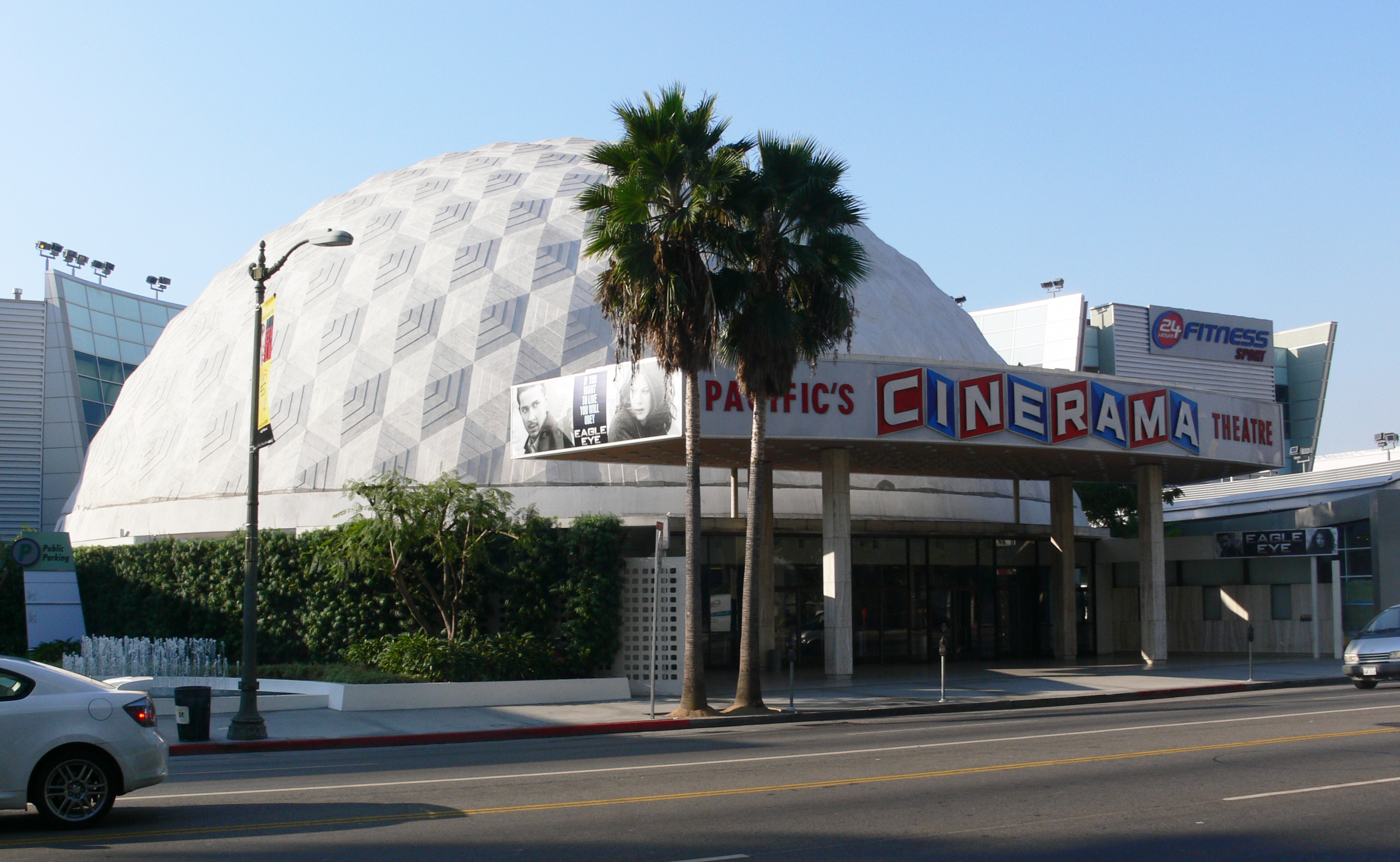
Cinerama Dome, Hollywood

Nachdem Walter Wurdeman 1949 überraschend gestorben war, nahm Welton Becket junge Architekten in das Büro auf, etwa Louis Naidorf, und ließ es unter dem neuen Namen Welton Becket & Associates firmieren. Das Büro, das unter Beckets straffer Führung zu einem der größten und bedeutendsten Kaliforniens und der Vereinigten Staaten aufstieg und zeitweise Filialen in San Francisco, New York, Houston und Chicago unterhielt, machte sich durch wegweisende Bauten des Internationalen Stils einen Namen: Capitol Records Building (Hollywood, 1956), Parker Center/Los Angeles Police Department (1955), Beverly Hilton Hotel (1955), Santa Monica Civic Auditorium (1958), Los Angeles Memorial Sports Arena (1959), Los Angeles International Airport (mit William Pereira, Charles Luckman und Paul R. Williams, 1959), Cinerama Dome (1963) und Los Angeles Music Center (Dorothy Chandler Pavilion, Mark Taper Forum, 1964–1967).
Besonders Letzteres demonstriert durch umfassende Gestaltung – von der äußeren Form und Anlage bis hin zu Details der Inneneinrichtung und Typografie – Beckets architektonischen Anspruch der Schaffung eines Gesamtkunstwerks. Mittels „total design“ entsprach es auch den Wünschen der Kunden, die Gebäudeprojektierung, Landschafts- und Innenarchitektur sowie Graphikdesign aus einer Hand erwarteten. Beckets Firma entwickelte darüber hinaus Rahmenpläne, etwa für Panorama City (1947), für Century City (1960) und für den Krankenhaus-Komplex der University of California in Westwood (1948–1970), ferner für öffentliche Anlagen in den Städten Pomona (1962–1969) und Orange (1963).
Nach seinem Tod im Jahr 1969 führten sein Sohn Welton Becket junior und dessen Cousin MacDonald Becket (1928–2017) als Präsident die Firma fort. 1988 wurde sie mit dem Büro Ellerbe Inc. (Ellerbe Associates) zu Ellerbe Becket verschmolzen, 2009 ging sie in der Planungsgesellschaft AECOM auf.
Becket erhielt den Honor Award des American Institute of Architects (1936) und den Pan American Congress of Architects Award (1950). 1952 erwählte ihn das American Institute of Architects zum Fellow (FAIA).